# Paget-kúria
Az aranyosgyéresi Paget-kúria műemlék épület Romániában, Kolozs megyében. A romániai műemlékek jegyzékében a CJ-II-m-B-07553 sorszámon szerepel.